# Genossenschaftsbank Berlin
Die Genossenschaftsbank Berlin (GBB) war ab 1990 ein Kreditinstitut mit Sitz in (Ost-)Berlin.

## Geschichte

### 19. Jahrhundert bis 1945
Der Genossenschaftsgedanke zur gemeinschaftlichen Selbsthilfe hatte bereits im 19. Jahrhundert zur Gründung entsprechender Bankinstitute geführt. So wurde im Jahr 1902 in Berlin eine Genossenschaftsbank des Stralauer Stadtviertels bekannt, die alle üblichen Bankgeschäfte anbot wie Check, Depositen, Giro, Inkasso, Hypotheken usw.

### 1945 bis 1989
Nach dem Zweiten Weltkrieg hatte die Sowjetische Militäradministration in Deutschland (SMAD) die Schließung aller Banken in der SBZ angeordnet. Mit Befehl Nr. 146 der SMAD vom 20. November 1945 wurde den ländlichen Genossenschaften die Wiederaufnahme des ländlichen Warenhandels und des Bankgeschäfts gestattet. Ziel sollte auch sein, „werktätigen Einzelbauern über alte Formen der gemeinschaftlichen Arbeit zur sozialistischen Großproduktion“ heranzuführen. 1950 wurden diese mit den Vereinigungen der gegenseitigen Bauernhilfe (VdgB) verschmolzen. Die früheren Raiffeisengenossenschaften erhielten dafür den Namen Bäuerliche Handelsgenossenschaften (BHG) und waren in die staatlich gelenkte Wirtschaftspolitik eingebunden. Für das Kredit- und Einlagengeschäft der Genossenschaften wurde 1950 als Zentralinstitut die Deutsche Bauernbank gegründet. 1968 firmierte diese als Bank für Landwirtschaft und Nahrungsgüterwirtschaft um.

### Ab 1990
Mit der Wende entstand auch im Bereich der genossenschaftlichen Kreditinstitute Transformationsbedarf. Die Regierung de Maizière beschloss die Umbenennung in Genossenschaftsbank Berlin. Die Bank sollte eine Körperschaft des öffentlichen Rechts sein und zu einer Universalbank erweitert werden. Das Grundkapital hatte eine Höhe von 250 Millionen Mark der DDR. Alleiniger Kapitalhalter war die DDR. Rechtsgrundlage war das Statut der Genossenschaftsbank Berlin vom 30. März 1990. Die Aufgabe sollte die “Förderung des Genossenschaftswesens und des Wohnungsbaus im ländlichen Raum sowie für die Land-, Forst- und Nahrungsgüterwirtschaft in allen Eigentumsfragen” sein. Nach der Wiedervereinigung wurde die Bundesrepublik Deutschland mit Wirkung vom 3. Oktober 1990 alleiniger Kapitalhalter. Mit der Verordnung zur Änderung des Statuts der Genossenschaftsbank Berlin und zu deren Umwandlung (GBBStatÄndV) wurde der Name November 1991 in GBB Genossenschafts-Holding Berlin geändert und die Möglichkeit der Umwandlung in eine Aktiengesellschaft geschaffen.
Da die Bank die gleiche Aufgabe hatte, wie die DG-Bank im Westen, übernahm diese das Geschäft der GBB Genossenschafts-Holding Berlin. Im Gegenzug erhielt die GBB-Holding 6,4 Prozent der Anteile an der DG-Bank und von der DG-Bank wurde ein Barausgleich von 120 Millionen DM gezahlt. Grundlage war der Übernahme und Einbringungsvertrag vom 10. September 1990. Hierbei wurden Aktiva in Höhe von 15.759 Mio. DM und Passiva in Höhe von 15.129 Mio. DM übernommen. Die DG-Bank übernahm auch die 800 Mitarbeiter.
Die Angemessenheit des Kaufpreises und die Behandlung der Altschulden der Kreditnehmer der Bank war Gegenstand parlamentarischer Debatten.